# Carlo Speroni
Carlo Speroni (Busto Arsizio, 13 luglio 1895 – Busto Arsizio, 12 ottobre 1969) è stato un mezzofondista italiano.
Gareggiava per la Società Ginnastica Pro Patria et Libertate di Busto Arsizio, privilegiando le gare sui 5000 e 10000 metri piani, i 20 km e la corsa campestre.

## Biografia
Di professione operaio presso una delle tante industrie tessili di Busto Arsizio, fu chiamato in nazionale per tre olimpiadi (Stoccolma 1912, Anversa 1920 e Parigi 1924).

### 1910-1914: i primi, grandi successi
Esordì nel 1910 partecipando a una delle prime edizioni della corsa su strada denominata Doppio Giro di Busto Arsizio. Nello stesso anno vinse il campionato italiano "giovanetti" e, successivamente, il Giro di Gaggiano.
Fu il 1912 l'anno in cui Carlo Speroni, ancora giovanissimo, si fece conoscere a livello internazionale: partecipò ai campionati italiani della FISA che si tennero allo Stadio Marcantonio Bentegodi di Verona e si classificò secondo nei 10 000 metri, con il tempo di 33'27"2/5, alle spalle di Alfonso Orlando. La gara non faceva ancora parte del programma ufficiale della competizione, ma veniva utilizzata come prova di selezione per le Olimpiadi di Stoccolma. Il giorno successivo, Speroni divenne campione italiano assoluto nei 20 km corsi su pista, tagliando il filo di lana in 1h11'29"2/5. Fu così convocato ai Giochi olimpici di Stoccolma.
Il 16 giugno 1912 batté, a Milano, il record italiano sui 25 km su pista grazie ad una prestazione di 1h29'36"1/5, primato precedentemente detenuto da Giacinto Volpati (1h33', 20 settembre 1903) e riscritto solo il 29 giugno 1938 da Umberto De Florentis (1h27'53"4).
Il 14 luglio, un giorno dopo il suo diciassettesimo compleanno, partecipò alla maratona olimpica di Stoccolma, che si corse a temperature insolite per quelle latitudini. I 30 °C registrati provocarono non pochi ritiri di atleti non preparati a quelle condizioni climatiche; addirittura il portoghese Francisco Làzaro stramazzò al suolo poco oltre il trentesimo chilometro di gara e fu ricoverato, dopo mezz'ora, presso l'ospedale della capitale svedese, dove gli fu diagnosticata una grave insolazione che lo portò alla morte il giorno successivo, all'alba. In queste condizioni anche Carlo Speroni dovette optare per il ritiro dopo il trentacinquesimo chilometro, che raggiunse in sesta posizione.

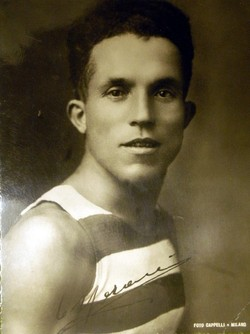
Carlo Speroni il 27 settembre 1914, dopo aver ottenuta il record del mondo sui 20 km su pista (1h06'36"0), prestazione mai ratificato dalla IAAF

Il 12 maggio 1913 arrivò secondo alla Maratona di Milano con 2h44'57"3/5, battuto solo dal francese Louis Pauteux (2h36'57"3/5) e seguito dal tedesco Otto Wagner e dall'italiano Ernesto Ambrosini. Il 20 settembre dello stesso anno si confermò campione italiano sui 20 km su pista a Milano correndo i 53 giri della pista (che misurava 375 metri) in 1h07'57"2.
Il 18 maggio dello stesso anno corse le 5 miglia a Marsiglia, gara durante la quale percorse i 5000 metri in 15'31" (tempo mai ratificato dalla FISA probabilmente perché ottenuto su una distanza superiore. Speroni concluse la gara in 25'00"6.
Nel 1914 Speroni confermò le sue capacità: il 26 settembre si laureò campione italiano assoluto sui 10 000 metri con il tempo di 32'34"3/5, nuovo record italiano ufficializzato dalla FISA (nonostante in precedenza altri atleti ottennero prestazioni migliori, mai ratificate): lasciò indietro Giuseppe Bausola e Giuseppe Masarotti, che ottennero, rispettivamente, i tempi di 33'33"1/5 e 34'23" (circa un minuto e due minuti di distacco da Speroni).
Il giorno successivo prese parte alla gara dei 5000 metri, ma, consapevole delle ottime condizioni di Primo Brega, preferì ritirarsi per risparmiare le sue energie per la gara sui 20 km, suo cavallo di battaglia. Si riconfermò (per la terza volta) campione italiano su questa distanza concludendo la gara in 1h06'36" (nuovo record italiano e mondiale, seppur mai ratificato dalla IAAF). Durante questa gara Speroni ottenne il record italiano nell'ora di corsa, percorrendo una distanza pari a 18 060,50 m, circa 250 m in più rispetto al precedente record di Pericle Pagliani; per vedere un nuovo record italiano su questa, oggi insolita, specialità si dovettero aspettare quasi vent'anni: il 6 giugno 1933 Spartaco Morelli corse 18 157,40 m in un'ora.
Il 29 novembre 1914 partecipò alla Maratona di Legnano valida per il campionato italiano di maratona. L'atleta bustocco rimase al fianco di Florestano Benedetti fino al ventesimo chilometro, distanziandolo di 100 m durante chilometro successivo; Speroni fu costretto a due soste indesiderate, ma sembrava comunque in grado di vincere il titolo italiano. Al trentesimo chilometro conservava ancora 45" di vantaggio rispetto Umberto Blasi che, al trentaseiesimo chilometro, lo riprese facendo cedere Speroni, che si ritirò. Blasi concluse la gara in 2h38'00"1/5, miglior prestazione italiana di 48" più veloce rispetto a quella ottenuta da Dorando Pietri a Buenos Aires il 24 maggio 1910.

### 1915-1919: gli anni della prima guerra mondiale

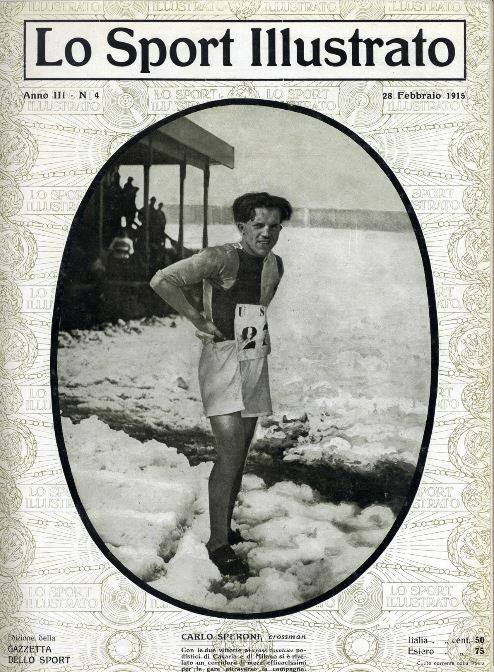
Carlo Speroni dopo una gara di corsa campestre nel febbraio del 1915 sulla copertina del quotidiano milanese Lo Sport Illustrato

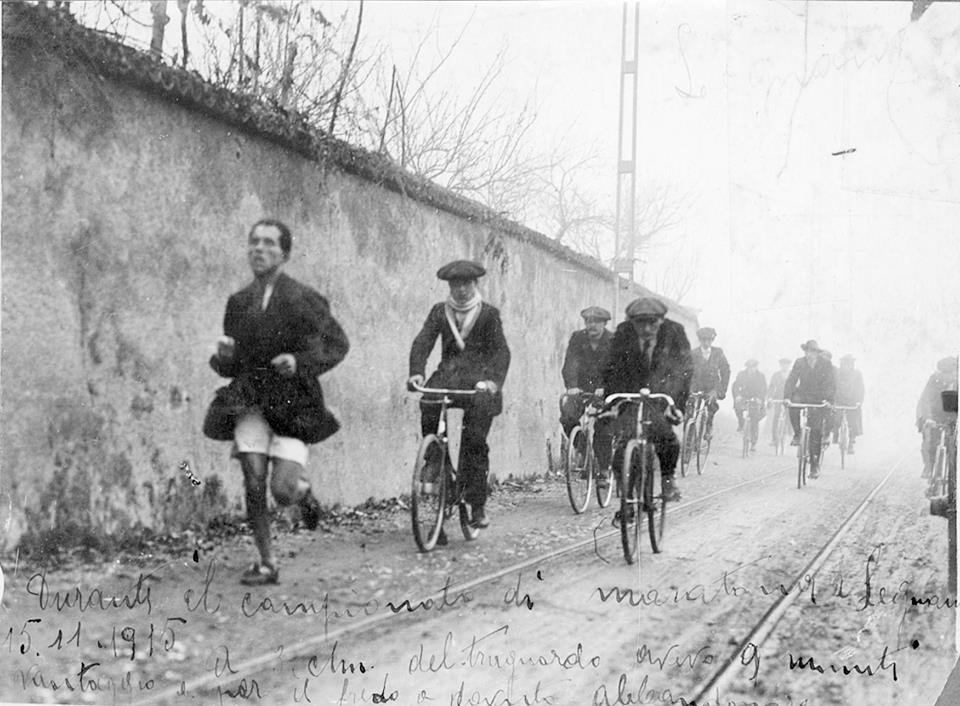
Carlo Speroni il 15 novembre 1915

Nel 1915, con l'intervento dell'Italia nel primo conflitto mondiale, lo sport italiano subì un importante diradamento della frequenza delle competizioni (in quest'anno, infatti, non si svolsero i campionati italiani di atletica leggera, così come nel 1916, 1917 e 1918).
Il 28 febbraio Carlo Speroni vinse una gara di cross-country al Lido d'Albaro di Genova, organizzata dalla F.I.S.A. e dalla Gazzetta dello Sport. Il percorso di 8 km fu compiuto dal campione nazionale, che gareggiava per l'U. S. Bustese, in 24' 50''.
Il 18 aprile Speroni corse, a Busto Arsizio, le 5 miglia in 26'08"0. Questa fu una delle poche gare alle quali l'atleta partecipò in questo periodo, fino ad arrivare al 24 ottobre quando, a Milano, fece parlare di sé aggiudicandosi in 24'30" la corsa su strada di 7,5 km organizzata dalla società Agamennone di Milano, battendo Amilcare Brunelli e Antenore Negri.
Non fu chiamato alle armi per malattia, così il 23 gennaio 1916 poté primeggiare nella Coppa d'Inverno su strada (8,8 km) davanti ad Antenore Negri, Angelo Malvicini, Ettore Comi e Costante Lussana, quest'ultimo convalescente dalle ferite riportate in guerra.
Nel 1916 ottenne varie vittorie in diverse manifestazioni, la più importante delle quali fu quella del Criterium Nazionale FISA, che corrispondeva a un titolo tricolore non ufficiale, in quanto, come già detto, i campionati italiani erano stati sospesi. Partecipò alla gara dei 5000 metri vincendo in 16'18"3/5. Anche nella Monza-Milano ottenne il primo posto fermando il cronometro a 1h09'54"4/5 sui 18 km.
Il 23 gennaio 1916 vinse a Pavia la Coppa d'Inverno (8,8 km in 28'00"); Il 2 aprile vinse la corsa campestre organizzata a Milano dalla FISA, correndo gli 8,7  della gara in 28'13"6. Il 28 maggio, sempre a Milano, partecipò al meeting nazionale dell'Unione Sportiva Milanese e Pro Patria Milano, vincendo sia sugli 800 metri (2'07"8) che sui 12 km (39'30").
Il 4 giugno 1916 vinse il Giro dei Quattro Ponti a Torino, concludendo in 28'10", mentre una settimana dopo si impose alla Coppa Excelsior, organizzata a Monza. Il 9 luglio corse gli 8 km dell'ottava edizione della Coppa Malvezzi di Milano in 24'23", anche in questo caso conquistando la medaglia d'oro.
Questi successi furono, probabilmente, conseguenza del fatto che molti mezzofondisti italiani erano stati arruolati. Tra questi Carlo Martinenghi, impegnato quattro anni al fronte da artigliere. Molti altri caddero al fronte (ricordiamo Michele Ambrosini, Egidio Bertazzoni, Italo Damiani, Luigi Fadori, Mario Givertini, Pietro Lamberti, Italo Mazzarocchi, Alfredo Zanaboni, Vincenzo Zappalà) o dovettero rinunciare all'attività agonistica in seguito ai danni subiti in combattimento (Ernesto Ambrosini fu gravemente colpito nel 1915; Angelo Grosselli sopravvisse allo scoppio di una bomba a mano in Carnia; Costante Lussana riportò gravi ferite al Mrzli).
Da queste tristi condizioni ebbe vantaggio anche Armando Pagliani che in diverse gare diede del filo da torcere a Speroni. Il 15 aprile 1917 l'atleta bustocco non partecipò alla consueta gara podistica della Post Resurgo Libertas, che vide Pagliani vittorioso. I motivi di questa assenza furono il matrimonio di Speroni con Maria Antonini (dalla quale ebbe poi due figli, Giancarlo e Renata) e la successiva luna di miele.
Il 28 settembre 1917 Armando Pagliani gli soffiò il record italiano della mezz'ora (9487 m), stabilendo anche quello sui 3000 metri (9'02"0) e sui 5000 metri (15'24"3/5). Successivamente Speroni dovette subire altre due sconfitte da parte di Pagliani.

#### Carlo Speroni: atleta soldato

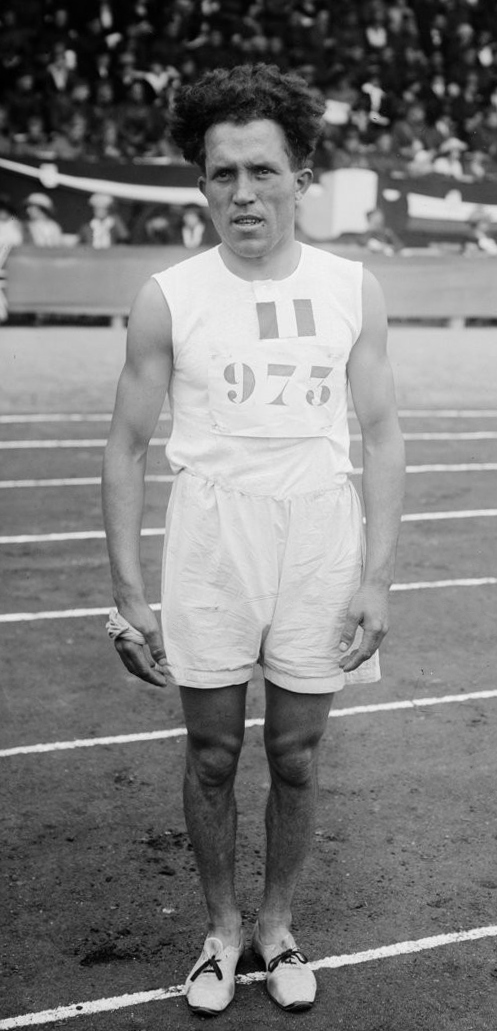
Carlo Speroni allo stade Pershing di Parigi il 4 luglio 1919

Nel 1917 giunse la chiamata alle armi anche per Speroni che vestì la divisa del 73º Fanteria di Lecco. Non fu mai impiegato nelle trincee, ma partecipò attivamente al servizio di propaganda. Nel biennio 1918-1919 gareggiò quasi esclusivamente a livello militare.
Il 20 marzo 1918 La Gazzetta dello Sport, previa autorizzazione del Comando Supremo, diede vita all'Opera Nazione per l'Addestramento Sportivo del Soldato che aveva come scopo quello di "agevolare lo svolgersi di gare sportive fra i militari, sia al fronte che nei depositi, sia combattenti che reclute; offrire attrezzi ed oggetti per le gare esclusivamente ai reparti combattenti; dotare di premi in denaro o medaglie siffatte manifestazioni". Numerosissime furono le gare di corsa campestre organizzate in questi anni.
Il 17 febbraio (un mese prima della fondazione dell'ONASS) il Parco di Monza ospitò una delle prime gare di corsa campestre riservate agli organi militari e a vincere fu proprio il soldato Carlo Speroni in 24'15", lasciando indietro il tenente Mario Candelori. Solo una settimana dopo, nuovamente a Monza, si corse un altro cross di 7 km che vide vincitore Ernesto Ambrosini (26'31") e Carlo Speroni secondo di 100 m.
Il 28 aprile nella campestre della Divisione Brescia che si tenne presso l'ippodromo Santa Chiara di Bergamo, fu nuovamente Speroni a trionfare, battendo il mitragliere Angelo Malvicini e il bersagliere Lazzaro Parisio.
Speroni partecipò anche a diverse competizioni militari su strada e su pista. Tra queste, una manifestazione interalleata di propaganda bandita da Il Giornale d'Italia si tenne a Roma, in Piazza di Siena, il 24 marzo 1918. L'atleta bustocco vinse il cosiddetto "Gran Premio Reale" nei 5000 metri in 16'04"2. Il 7 aprile prese parte al Giro di Torino classificandosi terzo alle spalle di Valerio Arri (bronzo olimpico ad Anversa 1920 nella maratona) e Carlo Balzarini.
Il 20 luglio 1918 Speroni primeggiò tra i 42 partenti nella maratonina sulle 15 miglia al meeting internazionale organizzato a Stamford Bridge, Londra, dal Molinari Athletic Club. Il suo tempo fu 1h23'41"1/5.
Seguirono numerose, fino al dicembre 1918, gare e meeting interalleati che videro la vittoria di Speroni, ma anche qualche delusione, come il ritiro, duramente criticato da La Gazzetta dello Sport, dalla Traversata di Busto Arsizio che si svolse il 3 novembre 1918.
Il 26 gennaio 1919 a Roma corse 8860 m in mezz'ora e il 13 aprile si cimentò nella specialità dei 1200 metri siepi (i 3000 siepi verranno introdotti solo nel 1923); la gara si corse a Genova e Speroni concluse con un discreto 3'57"0.
A circa sette mesi dalla cessazione delle ostilità del conflitto mondiale con il Trattato di Versailles, Parigi ospitò i Giochi Interalleati, una sorta di Olimpiade militare circoscritta agli stati e ai territori vincitori del conflitto voluta dal capo del corpo di spedizione americano, generale John Joseph Pershing: vi presero parte 1415 atleti-soldati di 19 paesi. Il 4 luglio 1919 Speroni gareggiò nella maratonina sulla distanza di 16 km, ma si fermò prima del traguardo.

### 1920-1923: le ritrovate soddisfazioni
Sul finire del 1919 Speroni tornò a gareggiare da atleta civile, ma decise di non partecipare ai campionati italiani che si tennero a Milano. Prese parte, invece, ad un'altra gara che si teneva in concomitanza con i campionati: a Verona eguagliò il record italiano sui 5000 metri, pari a 15'24"3/5, detenuto da Pericle Pagliani.
Il 20 ottobre, a Busto Arsizio, corse in mezz'ora 9170 m mentre, un mese dopo a Roma, fuori gara, stabilì sui 5000 metri il tempo di 15'29".
Il 1920 iniziò nel migliore dei modi per Speroni. Arrivò a correre le 5 miglia in 26'13"0 il 28 marzo, mentre il 6 giugno completò i 10 000 metri in 33'03"0. Il successivo 4 luglio, a Milano, ottenne la miglior prestazione dell'anno sui 10 km, pari a 32'19"35.
Dopo il periodo della guerra, la prima trasferta internazionale di Carlo Speroni fu quella in occasione dei Giochi olimpici di Anversa 1920, dove gareggiò sia sui 5000 metri che sui 10 000 metri. Sulla distanza più lunga, il 19 luglio passò il turno di qualificazione posizionandosi quarto in batteria, arrivando a 25 m dal finlandese Heikki Liimatainen, che concluse in 32'08"1/5. Speroni rinunciò poi alla finale per concentrare i suoi sforzi sui 5000 metri, gara nella quale dovette misurarsi con un grande dell'atletica mondiale dell'epoca: Paavo Nurmi. Lo incontrò già nella batteria di qualificazione e lo batté in 15'27"3/5, tempo che gli consentì la vittoria della batteria e il passaggio alla fase finale. Il 17 luglio si corse la finale e Carlo Speroni rimase in testa per i primi tre giri di pista, concludendo la sua gara (vinta dal francese Joseph Guillemot seguito da Paavo Nurmi) in settima posizione, scendendo, molto probabilmente, sotto la soglia dei 15'30".
Ma l'esperienza olimpica per Speroni non si fermò qui: prese parte ai 3000 metri a squadre insieme a Carlo Martinenghi, Ernesto Ambrosini e Augusto Maccario. Nelle qualificazioni si posizionò 11º, mentre arrivò 17º in finale, contribuendo alla conquista del 5º posto per la squadra italiana (Ambrosini arrivò 11º, Maccario 16º e Martinenghi 19º).
Ai campionati italiani di Roma 1920 ottenne la sua prima doppietta nazionale, vincendo il titolo italiano sui 5000 metri (16'06"2/5) e sui 10 000 metri (33'05"1/5).
Nel 1921 Speroni ottenne ottimi risultati nei 5000 metri: 15'27"3/5 (Busto Arsizio, 3 aprile), 15'50"0 (Milano, 30 aprile), 15'45"2/5 (Gallarate, 17 luglio), 15'49"0 (Busto Arsizio, 7 agosto), 15'30"4/5 e 15'30"3/5 (Busto Arsizio, 13 e 17 novembre).
Quasi un anno dopo l'Olimpiade, il 16 maggio 1921, Speroni vinse sulle 3 miglia in un meeting ospitato a Londra con il tempo di 15'20"1/5.
Il 19 e 20 settembre partecipò ai campionati italiani di Bologna: ottenne il titolo nazionale nei 5000 e nei 10 000 metri, rispettivamente con i tempi di 15'40"2/5 e 32'31"2/5 (quest'ultimo, settimo risultato mondiale dell'anno, inferiore solo a Paavo Nurmi, Erik Backman, Gustaf Mattsson, Hannes Kolehmainen, Louis Corlet e Teodor Koskenniemi.
Il 20 novembre 1921 si tenne l'edizione inaugurale della Staffetta Nazionale Milano-Busto Arsizio, alla quale Speroni partecipò contribuendo alla vittoria della Pro Patria et Libertate.
Il 14 maggio 1922 sottrasse ad Armando Pagliani il record italiano sui 3000 metri durante una gara a Busto Arsizio, tagliando il traguardo in 9'01", un secondo in meno rispetto al precedente record (ma rimase imbattuto solo per cinque mesi).
Il 21 maggio partecipò al meeting per il premio "Jean Bouin" che si tenne a Marsiglia, andando a vincere su quel Joseph Guillemot che vinse i 10 000 metri olimpici e che in questa occasione dovette ritirarsi per un'indisposizione. Speroni vinse la gara di 5 miglia in 26'33"3/5. Il 9 luglio dello stesso anno, a Praga, Speroni vinse una gara sui 10&000 metri correndo in 33'19"0.
Il 16 e il 17 settembre 1922 la città di Busto Arsizio ospitò 15 delle 33 gare in programma ai campionati italiani di atletica leggera (le altre 18 si svolsero al campo della Società Ginnastica Milanese "Forza e Coraggio" a Milano). La pista, ubicata in via XX settembre, oggi non più presente, era lunga 414 m e aveva un rettilineo finale di 150 m. Furono cinque gli atleti schierati dalla Pro Patria et Libertate, tra i quali Carlo Speroni e suo fratello Antonio. Carlo gareggiò sui 5000 metri conquistando "solo" il terzo gradino del podio con 16'00"4/5. Davanti a lui Ernesto Ambrosini (15'18"4/5, primato nazionale) e Primo Brega (15'21"1/5). Andò un po' meglio ad Antonio Speroni, che si classificò secondo sui 20 km su pista con un tempo pari a 1h12'08".
Nel 1923 Carlo Speroni non fece registrare grandi tempi, né sui 5000 metri, né sui 10 000 metri. Ai campionati italiani di Bologna si dovette ritirare durante la gara dei 10 000 metri. Si dovette accontentare, quindi, della vittoria del Giro podistico di Como, svoltosi il 28 ottobre.
Nel 1923, durante il II Challenge "Pedro Prat" di Barcellona, gara podistica internazionale organizzata dal Futbol Club Barcelona in occasione del 25º anniversario della fondazione, vinse una gara di 14,125 km con il tempo di 51'08"4/5. In questa gara, tra i cento partecipanti, c'erano anche gli italiani Romeo Bertini (3º) e Angelo Davoli (8º). Il successo di Speroni si ripeté anche nell'edizione successiva della competizione.

### 1924: la terza Olimpiade di Speroni e il ritiro dalle gare

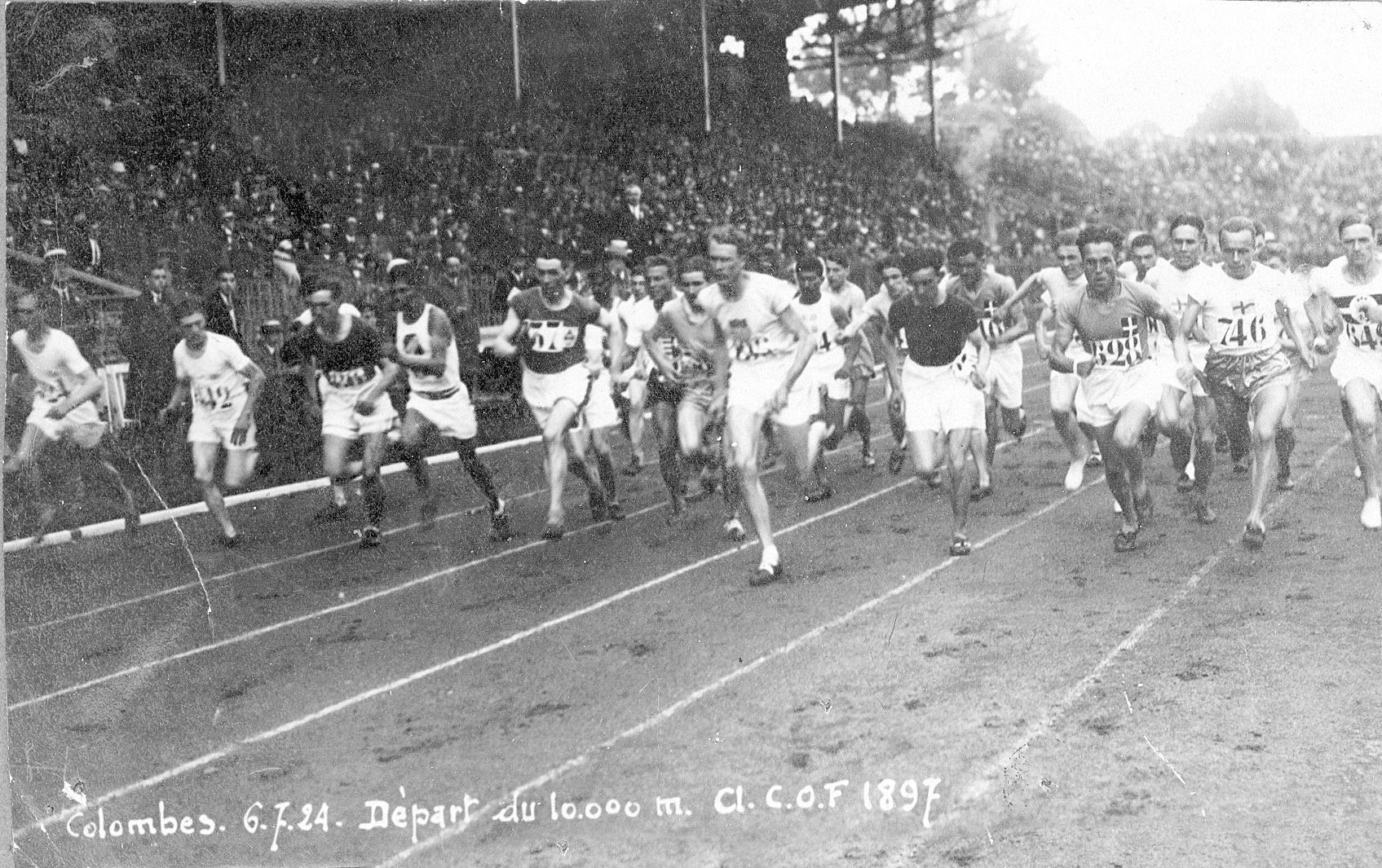
La partenza dei 10 000 metri piani a Parigi 1924. Speroni è l'atleta con il pettorale numero 628

Il 1924 era l'anno del terzo appuntamento olimpico per Carlo Speroni. Fu una stagione di tutto rispetto, in quanto ottenne tempi discreti sui 5000 metri, mentre sui 10 000 metri, il 16 marzo, eguagliò il record italiano (32'18") ottenuto da Dorando Pietri a Buenos Aires il 24 maggio 1910.
Il successivo 11 maggio Speroni abbassò ulteriormente il record, facendolo arrivare a 32'03"4/5 (nona prestazione mondiale dell'anno).
La preparazione olimpica per la squadra italiana avvenne a Busto Arsizio, città che era diventata quasi la capitale dell'atletica leggera, soprattutto a livello femminile, e che vide il miglioramento di ben 18 record nazionali solo tra il 1920 e il 1924 (nel 1922 aveva anche ospitato 18 delle 32 gare in programma ai campionati italiani). Erano presenti anche diversi atleti provenienti dalle colonie italiane tra i quali i più promettenti furono Mareg Mangascià e Tecla Reddà, in grado di correre gli 800 metri rispettivamente solo in 2'18" e 2'23", tempi che in alcun modo potevano permettere loro la partecipazione ai Giochi olimpici di Parigi.
La spedizione olimpica italiana non fu un successo, se non per Ugo Frigerio, vincitore della 10 000 metri di marcia, e Romeo Bertini, medaglia d'argento nella maratona. Per Speroni fu un'esperienza deludente in quanto si ritirò sia nei 10 000 metri che nella corsa campestre (gara che vide arrivare al traguardo solo 15 dei 38 atleti partecipanti, spossati dai 36 °C all'ombra della capitale francese).
Ai campionati italiani di atletica leggera di quell'anno vinse con agio sulla distanza dei 10 000 metri, registrando il tempo di 34'29".
Il 13 settembre limò il suo personale sui 3000 metri a 8'59"0.
Ai campionati italiani del 1925 vinse la gara dei 10 000 metri (32'28"3/5).
Sempre nel 1925, Speroni aveva preparato la stagione per tentare l'abbattimento del record italiano sui 5000 metri. Ci provò il 17 maggio a Busto Arsizio, dove venne organizzata un'apposita gara, ma arrivò per lui una grande, imprevista delusione: dopo aver percorso otto giri di pista (2930 m) Speroni, che aveva un vantaggio di 50 m sul suo inseguitore, Angelo Davoli, perse letteralmente i calzoncini. Tentò di proseguire nella corsa, ma a 10 m dal raggiungimento della distanza delle  miglia cedette, gettandosi a terra piangendo, rinunciando così all'impresa.
Il 25 giugno 1926, a Gallarate, corse i 5000 metri in 15'45"0: fu il suo ultimo risultato soddisfacente su pista. Continuò a partecipare a gare di corsa campestre e su strada, fino al 1928, quando la vittoria del Giro di San Remo sancì il suo addio alle corse. la scelta di questa come sua ultima gara probabilmente dipese dal fatto che proprio a San Remo, dal 1923, aveva preso residenza il grande Dorando Pietri.

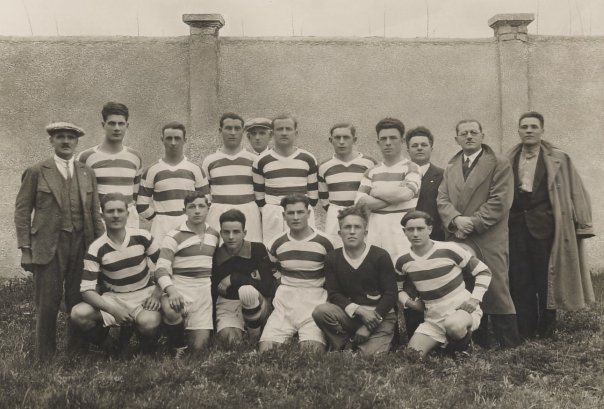
Carlo Speroni (il secondo accosciato da destra) con la formazione della Pro Patria calcio della stagione 1928/1929

Dal 1936 al 1966 fu massaggiatore del settore calcio della Pro Patria et Libertate, società per la quale svolse anche i ruoli di consigliere, team manager e accompagnatore di atleti e atlete di diverse discipline (dall'atletica leggera alla ginnastica, dalla scherma al ciclismo, fino alla neonata palla al cesto femminile). Fu anche scelto per coprire il ruolo di custode della palestra di via Concordia di Busto Arsizio.
Dal 1971 lo stadio di Busto Arsizio è intitolato a suo nome.

## Record nazionali
Carlo Speroni entrò sei volte nelle liste dei primatisti italiani:
- 3000 metri piani: 9'01" ( Busto Arsizio, 14 maggio 1922)[4]
- 5000 metri piani: 15'24"3/5[5] ( Verona, 12 ottobre 1919)
- 10000 metri piani: 
  - 32'18"[6] ( Milano, 16 maggio 1924)
  - 32'03"4/5 ( Busto Arsizio, 11 maggio 1924)
- Ora: 18 060,50 m ( Milano, 27 settembre 1914)
- 25 km: 1h29'36"1/5 ( Milano, 16 giugno 1912)

## Palmarès
| Anno | Manifestazione      | Sede      | Evento             | Risultato | Prestazione | Note  |
| ---- | ------------------- | --------- | ------------------ | --------- | ----------- | ----- |
| 1912 | Giochi olimpici     | Stoccolma | Maratona           | dnf       | dnf         |       |
| 1919 | Giochi Interalleati | Parigi    | Maratonina (16 km) | dnf       | dnf         |       |
| 1920 | Giochi olimpici     | Anversa   | 5000 m piani       | 7º        | 15'27"6     |       |
| 1920 | Giochi olimpici     | Anversa   | 10000 m piani      | dns       | dns         | [ 7 ] |
| 1920 | Giochi olimpici     | Anversa   | 3000 m a squadre   | 5º        | 36 p.       |       |
| 1924 | Giochi olimpici     | Parigi    | 10000 m piani      | dnf       | dnf         |       |
| 1924 | Giochi olimpici     | Parigi    | Cross              | dnf       | dnf         |       |
| 1924 | Giochi olimpici     | Parigi    | Cross a squadre    | dnf       | dnf         |       |

## Campionati nazionali
- 2 volte campione nazionale assoluto dei 5000 m piani (1920, 1921)
- 5 volte campione nazionale assoluto dei 10000 m piani (1914, 1920, 1921, 1924, 1925)
- 3 volte campione nazionale assoluto dei 20 km su pista (1912, 1913, 1914)
- 2 volte campione nazionale assoluto di corsa campestre (1913, 1915)

1912
- Oro ai campionati italiani assoluti, 20 km su pista - 1h11'29"2/5
- Argento ai campionati italiani assoluti, 10000 m piani

1913
- Oro ai campionati italiani assoluti, 20 km su pista - 1h07'05"3/5
- Oro ai campionati italiani assoluti di corsa campestre, 7,5 km - 28'05"

1914
- Oro ai campionati italiani assoluti, 10000 m piani - 32'34"3/5
- Oro ai campionati italiani assoluti, 20 km su pista - 1h06'36"0

1915
- Oro ai campionati italiani assoluti di corsa campestre, 7,8 km - 31'14"

1920
- Oro ai campionati italiani assoluti, 5000 m piani - 16'06"2/5
- Oro ai campionati italiani assoluti, 10000 m piani - 33'05"1/5

1921
- Oro ai campionati italiani assoluti, 5000 m piani - 15'40"2/5
- Oro ai campionati italiani assoluti, 10000 m piani - 32'31"2/5

1922
- Bronzo ai campionati italiani assoluti, 5000 m piani - 16'00"4/5

1923
- 4º ai campionati italiani assoluti di corsa campestre, 10 km - s/t

1924
- Oro ai campionati italiani assoluti, 10000 m piani - 34'29"0
- Bronzo ai campionati italiani assoluti di corsa campestre, 10 km - 34'38"

1925
- Oro ai campionati italiani assoluti, 10000 m piani - 32'28"3/5